# Târgu Ocna
Târgu Ocna is een stad (oraș) in het Roemeense district Bacău. De stad telt 12.956 inwoners (2007).